# Plano radioconcéntrico

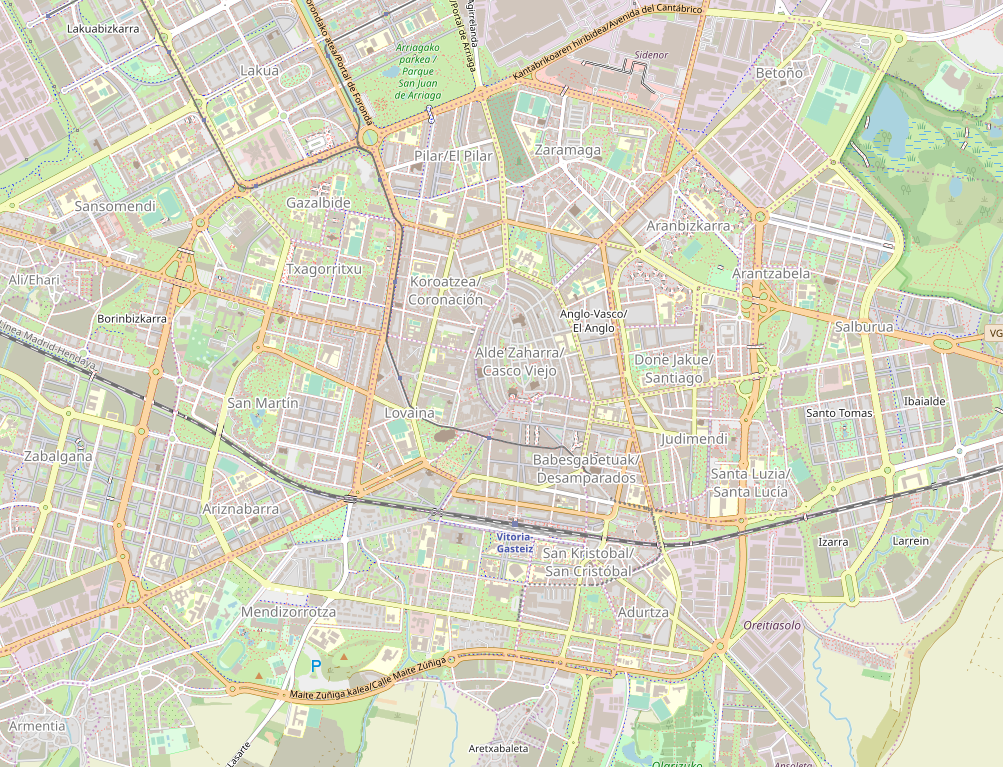
Plano radioconcéntrico de Vitoria

El plano radioconcéntrico o radio céntrico es un tipo de diseño urbano que se caracteriza por tener avenidas de circunvalación concéntricas y calles o avenidas radiales (desde el centro a la periferia o a la inversa).
Este diseño presenta la ventaja de que permite una fácil y rápida circulación desde el centro a la periferia o en sentido contrario. Es más dificultoso el traslado de un punto a otro por las avenidas de circunvalación y la visibilidad en los cruces entre las calles o avenidas de circunvalación y las radioconcéntricas resulta incómoda, porque se forman ángulos de 120°. Además de estos problemas también es complicado su parcelamiento en comparación con el plano en damero. Este tipo de plano el cual lleva una plaza u escultura central y de la cual empiezan a salir calles es el plano radial, inventado por el gran padre de la demografía Ildefonso Cerdá.

Es importante la fuerza de atracción o de concentración que ejercen los grandes monumentos centralizando la estructura de toda la ciudad. Lógicamente que la focalización de la estructura alrededor del monumento tiene directa relación con el uso y el significado del mismo en la sociedad local. Un edificio o monumento de uso religioso sumará a su función su valor estético. Este tipo de edificios como las catedrales, abadías, santuarios, centros culturales, cabildos, etcétera, tienen gran influencia en la morfogénesis de la ciudad.
Pierre Lavedan afirma que en la organización de usos del suelo en el plano se «afirman dos ideas directrices, envolvimiento y atracción». Significa el envolvimiento por casas o viviendas a un edificio que se distingue de los demás por su belleza arquitectónica, y por su valor moral, o por su impresionante solidez material para la defensa: en general los templos religiosos (iglesias) que como elemento morfogenético, genera la aparición de calles, avenidas o sendas que convergen en él. Esto último produce como resultante la aparición de los denominados planos radioconcéntricos, es decir constituidos por calles o avenidas circunvalantes y calles o avenidas que convergen en un centro en forma radial o radiocéntrica. 
En el occidente medieval se encuentran muchos planos que presentan estas características, algunos con mayor aproximación que otros. A modo de ejemplo se pueden citar Nördlingen y Havelberg en Alemania; Vitoria y Pamplona en España y Aversa en Italia, entre otros. 